# Grace Moore
Willie Marie Grace Moore (Slabtown, 5 dicembre 1898 – Copenaghen, 26 gennaio 1947) è stata un soprano e attrice statunitense.
Era soprannominata "L'usignolo del Tennessee". I film da lei interpretati hanno contribuito a rendere più popolare la lirica, ponendola all'attenzione di un pubblico più vasto. Nel 1935 ricevette la medaglia d'oro della Society of Arts and Sciences per i suoi " notevoli conseguimenti nel mondo del cinema" e nel 1936 il re di Danimarca le concesse la medaglia "Ingenito et Arti", riconoscimento ufficiale di quel paese. Nel 1937 fu nominata colonel (una nomina onoraria) dello staff del governatore del Tennessee, nonché membro a vita della Tennessee State Society di Washington D.C.. Nel 1939 diventò cavaliere di Francia, ottenendo la Legion d'Onore.

## Biografia
Nacque il 5 dicembre 1898 (ma alcune fonti indicano il 1901 come reale anno di nascita) da Richard Lawson Moore e Jane (Stokely) Moore, nella comunità di Slabtown, che oggi fa parte di Del Rio, nella Contea di Cocke nel Tennessee. 
Dopo aver abitato a Knoxville la famiglia si trasferì a Jellico nella Contea di Campbell (Tennessee) quando lei era ancora bambina. 
Dopo le scuole superiori si iscrisse per un breve periodo al Ward-Belmont College di Nashville, andando quindi a New York per proseguire i suoi studi musicali ed iniziare la propria carriera.

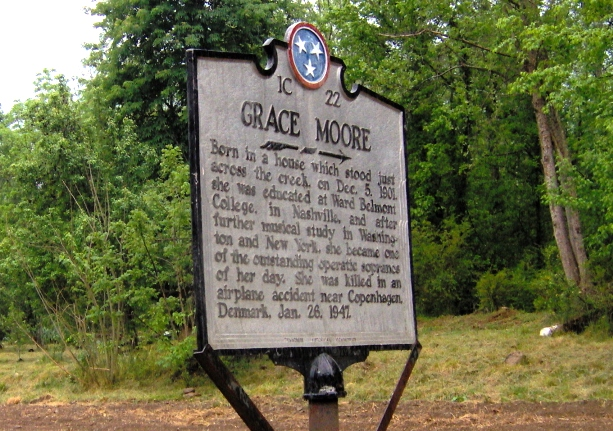
La targa che segnala il luogo di nascita di Grace Moore a Del Rio, Tennessee

Il 15 luglio 1931, Grace Moore sposò a Cannes Valentín Parera, un attore cinematografico spagnolo con una cerimonia molto stravagante che all'epoca provocò molta sensazione. La coppia non ebbe figli.

### Il Musical
La prima apparizione per il Broadway theatre di Grace Moore fu il 19 ottobre 1920, nel musical Hitchy-Koo of 1920 di Jerome Kern al New Amsterdam Theatre. 
Nel 1922 e nel 1923 partecipò alla seconda e terza annata di rappresentazioni della rivista Music Box di Irving Berlin. Nell'edizione del 1923 lei e John Steel presentarono il brano di Berlin "What'll I Do". Quando poi la cantante intonava "An Orange Grove in California", nella sala del teatro veniva diffuso profumo di fiori d'arancio.
Nel 1932 fu, sempre a Broadway, nel cast dell'operetta The DuBarry di Karl Millöcker, che però rimase in cartellone solo per un breve periodo.

### L'Opera
Dopo essersi perfezionata in Francia, il 7 febbraio 1928 la Moore fece il proprio debutto nel mondo della lirica al Metropolitan Opera di New York, interpretando il ruolo di Mimì ne La bohème di Puccini. Il 29 settembre seguente debuttò nello stesso ruolo all'Opera-Comique di Parigi, ruolo che sostenne in seguito anche in una rappresentazione tenutasi al Covent Garden di Londra davanti alla Famiglia Reale inglese il 6 giugno 1935
Nel corso delle 16 stagioni nella compagnia del Metropolitan Opera si esibì in diverse opere italiane e francesi sostenendo tra gli altri anche il ruolo di protagonista in Tosca, Manon e Louise. Proprio Louise era la sua opera preferita, ed è opinione comune che quello sia stato il ruolo in cui ha dato il meglio di sé.
Negli anni trenta e quaranta tenne concerti negli Stati Uniti e in Europa, esibendosi in un repertorio che comprendeva selezioni di brani d'opera ed altre canzoni in tedesco, francese, italiano, spagnolo ed inglese. Nel corso della seconda guerra mondiale fece parte dell'USO, l'ente che tuttora si occupa di organizzare spettacoli per le truppe statunitensi, esibendosi per i soldati che si trovavano in missione all'estero.

### Il cinema
Attratta da Hollywood nei primi anni del cinema sonoro, il primo ruolo per il grande schermo interpretato dalla Moore fu quello di Jenny Lind, nell'omonimo film del 1930, prodotto da Irving Thalberg per la MGM e diretto da Sidney Franklin. Nello stesso anno, insieme al cantante del Metropolitan Lawrence Tibbett, interpretò la prima trasposizione cinematografica dell'operetta di Sigmund Romberg The New Moon, sempre per conto della MGM.
Dopo una pausa di diversi anni, la Moore tornò ad Hollywood, stavolta firmando un contratto con la Columbia Pictures, per cui girò sei film. Nel film del 1934 Una notte d'amore, il primo per la Columbia, interpretò una ragazza di provincia che sogna di diventare una cantante lirica. Grazie a quel ruolo nel 1935 ottenne una nomination all'Oscar alla miglior attrice. Interpretò parti simili in diversi altri film. In un momento memorabile di Amanti di domani (When You're in Love) del 1937, la Moore si esibì in una scena comica durante la quale, indossati camicia e pantaloni di flanella, si unisce ad una band di 5 musicisti scatenandosi in una strepitosa versione di Minnie the Moocher di Cab Calloway, cambiandone però il testo per adeguarsi ai parametri della Hollywood dell'epoca.
In Quando la vita è un romanzo del 1937, insieme al tenore statunitense Frank Forest, eseguì il celebre duetto Vogliatemi bene tratto da Madama Butterfly.
L'ultimo film da lei interpretato fu Luisa del 1939, tratto dall'omonima opera di Gustave Charpentier, che prevedeva delle parti parlate al posto di alcune delle arie originali dell'opera. Il compositore stesso partecipò alla realizzazione del film, autorizzando i tagli ed i cambiamenti al libretto, istruendo la Moore e dando suggerimenti al regista Abel Gance. la produzione includeva nel cast anche due celebri cantanti francesi: il tenore Georges Thill e il basso André Pernet.

### Ultimi anni e morte
Nel dicembre 1938 ricevette molte critiche per essersi inchinata a Cannes di fronte alla duchessa di Windsor Wallis Simpson. Ritornata negli Stati Uniti la Moore difese il suo gesto dicendo: "Sarebbe potuta diventare una duchessa reale da molto tempo se solo non fosse stata americana. Dopotutto quanto ha fatto è stato di dare ad un uomo felicità ed il coraggio di compiere le proprie scelte, che è più di quanto la maggior parte delle donne possa fare. Merita un inchino solo per questo."
Nel 1944 pubblicò un'autobiografia intitolata You're Only Human Once.
Grace Moore morì in un incidente aereo, avvenuto nelle vicinanze dell'aeroporto di Copenaghen su un DC3 della KLM, il 26 gennaio 1947, a soli 48 anni. Tra le altre vittime dello stesso incidente vi fu il principe Gustavo Adolfo di Svezia, all'epoca secondo nella linea ereditaria del trono della nazione scandinava, e padre dell'attuale re Carlo XVI Gustavo di Svezia.
È sepolta a Chattanooga, nel Tennessee.
La vita di Grace Moore è stata portata sul grande schermo nel 1953 con il film Sogno di Bohème (Orig. So This is Love), interpretato dalla cantante originaria della Carolina del Nord Kathryn Grayson.

## Filmografia
- Passione cosacca (New Moon), regia di Jack Conway (1930)
- Jenny Lind (A Lady's Morals), regia di Sidney Franklin (1930)
- Jenny Lind, regia di Arthur Robison (versione francese di A Lady's Morals) (1931)
- Una notte d'amore (One Night of Love), regia di Victor Schertzinger (1934)
- Sulle ali della canzone (Love Me Forever), regia di Victor Schertzinger (1935)
- Desiderio di re (The King Steps Out), regia di Josef von Sternberg (1936)
- Amanti di domani (When You're in Love), regia di Robert Riskin (1937)
- Quando la vita è romanzo (I'll Take Romance), regia di Edward H. Griffith (1937)
- Luisa (Louise), regia di Abel Gance (1939)

## Doppiatrici italiane
- Lydia Simoneschi in Una notte d'amore

### Letture per approfondimenti
- Farrar, Rowena Rutherford. Grace Moore and Her Many Worlds. New York: Cornwall Books, 1982. ISBN 0-8453-4723-3
- James, Janet Wilson. "Moore, Grace." In: Notable American Women. Vol. III. Cambridge, Mass.: Harvard University Press, 1971.
- Moore, Grace. You're Only Human Once. 1977 (c. 1944). ISBN 0-405-09698-4
- Rasponi, Lanfranco. The Last Prima Donnas. Alfred A Knopf, 1982. ISBN 0-394-52153-6
- Parish, James Robert, and Michael R. Pitts. Hollywood Songsters. New York: Garland Publishing, 1991. ISBN 0-415-94334-5